# Le nuove avventure di Lucky Luke
Le nuove avventure di Lucky Luke (Les Nouvelles aventures de Lucky Luke) è una serie televisiva d'animazione franco-canadese basata sul fumetto omonimo di Morris e René Goscinny. La serie, composta da 52 episodi di 22 minuti e prodotta da Marc du Pontavice, venne creata dagli studi Xilam di Olivier Jean-Marie e dalla canadese Tooncan. La serie fu trasmessa su France 3 dal 16 settembre 2001 mentre in Italia su Italia 1 dal 22 marzo al 23 novembre 2003.
La sigla italiana è cantata da Giorgio Vanni. In Italia, sono state trasmesse 13 lunghi episodi da 1 ora e mezza circa, le quali condensano insieme 4-5 segmenti insieme) 

## Episodi

### Versione francese
1. Liki Liki
2. Lucky Luke en Alaska
3. Les Dalton contre Sherlock Holmes
4. Lucky Luke contre Lucky Luke

5. Lumière dans l'ouest
6. Ni Dalton, ni maître
7. Gioco d'azzardo
8. Fort Custer
9. Il tesoro dei Dalton
10. L'homme volant
11. Pour une poignée de Dalton
12. Les héritiers
13. Les Indiens Dalton
14. Les derniers bisons
15. Justice pour les Dalton
16. Le Noël des Dalton
17. Les Dalton se déchaînent
18. Vautours dans la plaine
19. Un papa pour les Dalton
20. Les promises
21. Desperados union
22. Fantôme et cornemuses
23. Le commodore
24. Don Chisciotte del Texas
25. La bataille
26. La cavale
27. Lola Montès
28. La bête de l'Alabama
29. Les Dalton voient double
30. Un canon pour les Dalton
31. Romance indienne
32. Les Dalton fantômes
33. Le gang des loupiots
34. Una cassaforte per i Dalton
35. Custermania
36. Jackpot pour les Dalton
37. La théorie martienne
38. Les Dalton cowboys
39. Les espions
40. Charity Dalton
41. Dalton junior
42. Les trappeurs
43. La vengeance des Dalton
44. La guerre des toubibs
45. Les Dalton contre Billy the Kid
46. Témoin à charge
47. Un os pour les Dalton
48. Le talisman des grands nez
49. Soldats Dalton
50. Le retour de Liki Liki
51. Sequoia Bay
52. Le maître d'école

### Versione italiana
| N° | Titolo                               | Prima TV         |
| -- | ------------------------------------ | ---------------- |
| 1  | Lucky Luke cowboy solitario          | 22 marzo 2003    |
| 2  | Per fortuna c'è Lucky Luke           | 29 marzo 2003    |
| 3  | La dura legge di Lucky Luke          | 5 aprile 2003    |
| 4  | Tranquilli arriva Lucky Luke         | 12 aprile 2003   |
| 5  | L'importanza di chiamarsi Lucky Luke | 19 aprile 2003   |
| 6  | Lucky Luke, una pistola per amico    | 26 aprile 2003   |
| 7  | Lucky Luke contro tutti              |                  |
| 8  | Gli stratagemmi di Lucky Luke        |                  |
| 9  | Lucky Luke oltre i confini del West  |                  |
| 10 | C'era una volta Lucky Luke           |                  |
| 11 | Si può fare Lucky Luke               |                  |
| 12 | Una sporca faccenda Lucky Luke       |                  |
| 13 | I brutti, i cattivi e Lucky Luke     | 23 novembre 2003 |

## Doppiaggio
| Personaggio    | Doppiatore francese | Doppiatore italiano |
| -------------- | ------------------- | ------------------- |
| Lucky Luke     | Antoine de Caunes   | Riccardo Rossi      |
| Jolly Jumper   | Eric Legrand        | Nino Prester        |
| Joe Dalton     |                     | Francesco Pannofino |
| William Dalton |                     | Antonio Palumbo     |
| Jack Dalton    |                     | Enrico Di Troia     |
| Averell Dalton | Bernard Alane       | Simone Mori         |
| Rantanplan     | Francis Perrin      | Massimo De Ambrosis |